# Лішино
Лішино (пол. Liszyno) — село в Польщі, у гміні Слупно Плоцького повіту Мазовецького воєводства.
Населення — 297 осіб (2011).
У 1975-1998 роках село належало до Плоцького воєводства.

## Демографія
Демографічна структура станом на 31 березня 2011 року:
|          | Загалом | Допрацездатний вік | Працездатний вік | Постпрацездатний вік |
| -------- | ------- | ------------------ | ---------------- | -------------------- |
| Чоловіки | 145     | 34                 | 100              | 11                   |
| Жінки    | 152     | 37                 | 92               | 23                   |
| Разом    | 297     | 71                 | 192              | 34                   |